# Algo tan moderno
«Algo tan moderno» es la séptima pista del álbum La cultura de la basura del grupo chileno Los Prisioneros.

## Canción
La canción, en clave de ska, fue escrita y compuesta por el baterista Miguel Tapia, quien además la canta. Hace referencia al embarazo adolescente, aunque también puede interpretarse como la historia de un joven que teme confesarle su homosexualidad a su familia.